# Synchroonzwemmen op de Olympische Zomerspelen 2024 – Team
Het onderdeel team van het synchroonzwemmen op de Olympische Zomerspelen 2024 in Parijs vond plaats op 5 tot en met 7 augustus in het Centre aquatique olympique. Het goud was met 996.1389 punten voor China, zilver ging naar de Verenigde Staten en Spanje won het brons.

## Uitslag
| Rang   | Zwemsters | Zwemsters | Routine   | Routine  | Routine     | Totaal   |
| Rang   | Zwemsters | Zwemsters | Technisch | Vrij     | Acrobatisch | Totaal   |
| ------ | --------- | --- | --------- | -------- | ----------- | -------- |
| Goud   | CHN       | Chang Hao Feng Yua Wang Ciyue Wang Liuyi Wang Qianyi Xiang Binxuan Xiao Yanning Zhang Yayi Cheng Wentao                                                         | 313.5538  | 398.8917 | 283.6934    | 996.1389 |
| Zilver | USA       | Anita Alvarez Jaime Czarkowski Megumi Field Keana Hunter Audrey Kwon Jacklyn Luu Daniella Ramirez Ruby Remati Calista Liu                                       | 282.7567  | 360.2688 | 271.3166    | 914.3421 |
| Brons  | ESP       | Txell Ferré Marina García Polo Lilou Lluís Valette Meritxell Mas Alisa Ozhogina Paula Ramírez Iris Tió Blanca Toledano Sara Saldaña                             | 287.1475  | 346.4644 | 267.1200    | 900.7319 |
| 4      | FRA       | Laelys Alavez Anastasia Bayandina Manon Disbeaux* Ambre Esnault Laura Gonzalez Romane Lunel Eve Palneix Charlotte Tremble Laura Tremble                         | 277.7925  | 340.0561 | 268.8001    | 886.6487 |
| 5      | JPN       | Moka Fujii* Moe Higa Moeka Kijima Uta Kobayashi Tomoka Sato Ayano Shimada Ami Wada Mashiro Yasunaga Megumu Yoshida                                              | 284.9017  | 343.0291 | 252.7533    | 880.6841 |
| 6      | CAN       | Sydney Carroll* Scarlett Finn Audrey Lamothe Jonnie Newman Raphaelle Plante Kenzie Priddell Claire Scheffel Jacqueline Simoneau Florence Tremblay               | 262.4808  | 343.6854 | 253.0567    | 859.2229 |
| 7      | MEX       | Regina Alférez Fernanda Arellano Nuria Diosdado Itzamary González Glenda Inzunza* Joana Jiménez Samanta Rodríguez Jessica Sobrino Pamela Toscano                | 242.9491  | 347.3874 | 263.4567    | 853.7932 |
| 8      | ITA       | Linda Cerruti Marta Iacoacci Sofia Mastroianni Susanna Pedotti* Enrica Piccoli Lucrezia Ruggiero Isotta Sportelli Giulia Vernice Francesca Zunino               | 277.8304  | 326.1500 | 241.9866    | 845.9670 |
| 9      | AUS       | Carolyn Rayna Buckle Natalia Caloiero* Georgia Courage-Gardiner Raphaelle Gauthier Kiera Gazzard Margo Joseph-Kuo Anastasia Kusmawan Zoe Poulis Milena Waldmann | 235.9071  | 280.5521 | 211.9766    | 728.4358 |
| 10     | EGY       | Farida Abdelbary Mariam Ahmed Nadine Barsoum Amina Elfeky Hana Hiekal Salma Marei Sondos Mohamed Nehal Saafan Malak Toson                                       | 242.7651  | 243.9896 | 219.2267    | 705.9814 |